# Antonio Alessandrini
Pour les articles homonymes, voir Alessandrini.
Antonio Alessandrini est un médecin italien, né le 30 juillet 1786 à Bologne et mort le 6 avril 1861 dans cette même ville.

## Biographie
Antonio Alessandrini enseigne l'anatomie comparée et la science vétérinaire à l’université de Bologne. Il est président de l’Accademia delle Scienze de la ville et de la section de zoologie de l'Ottava Riunione degli Scienziati Italiani à Gênes (1846).
Il publie de très nombreux articles de zoologie et s’intéresse en particulier à la physiologie du ver à soie.